# موکا، موریس
موکا (به لاتین: Moka) یک روستا در موریس است که در ناحیه موکا واقع شده‌است. موکا ۸٬۸۴۶ نفر جمعیت دارد و ۲۰۳ متر بالاتر از سطح دریا واقع شده‌است.